# Ritualmord
Et ritualmord er et mord på et offer udført under rituelle handlinger eller på basis af ritualer.
Der kan ikke trækkes nogle klare linjer mellem ritualmord og dødsstraf, da der i disse sager, er tale om dømte kriminelle, som er ofre for ”menneskeofring” og henrettelse, dog kan man næsten se forbindelsen til religiøse ritualer i vores tids dødsstraf. 

## Variationer
Rituelle drab og mord har fundet sted igennem historien i mange forskellige kulturer. Grundene var religiøse, kulturelle eller etnisk orienteret.
Rituelle mord har uden tvivl fundet sted i fortiden i form af menneskeofring, og finder stadig af sted i dag i form af for eksempel medicinmord (også kendt som mutimord) 

### Motiveret af religion
Hoved artikel: Menneskeofring
Menneskeofring er en religiøs praksis som har forekommet i flere historiske kulturer, hvor personer er blevet rituelt dræbt med det formål at tilfredsstille guddommelige væsner. 
- En vigtig trosforestilling hos aztekerne var, at solguden Huitzilopochtli pga. en daglig kosmisk kamp hele tiden mistede sit blod. For at undgå verdens undergang ved gudens død, som aztekerne troede ellers ville finde sted efter en cyklus på 52 år, ofrede de mennesker.
- Sati, suttee eller enkebrænding er en hinduistisk begravelsesskik, som nu kun praktiseres yderst sjældent, hvor enken til en afdød mand lader sig brænde på sin mands begravelsesbål.

I første Mosebog, indgår ritualmord, i adskillige ritualer for "udrensning" gennem straf for overtrædelse af religiøse dogmer. Stieg Larssons første bind af krimi-trilogien om journalisten Mikael Blomkvist "Mænd der hader kvinder", udgør kerneplottet ritualmord på jødiske kvinder af far og søn, efter henvisninger og stringente citater  fra første Mosebog, ofte anvendt i religiøs ekstremisme. Mosebog indgår både i den kristne og islamiske religion og har stærke primitive dogmatiske love og straf mod disse loves overtrædelse, næsten altid med dødsstraf.

### Motiveret af ære
I nogle kulturer retfærdiggøres drab eller mord (Æresdrab), med trusler mod eller skade på en person, familie eller andre gruppers ære. Den myrdede i disse tilfælde passede ikke ind i gruppens forventninger (konformitet), selv om disse drab kan være afledet af religiøse motiver, handler det mere om ære og kritik af ofret, og ikke religion.

### Seriemorder variationen
Seriemordere er også kendt for at udføre rituelle mord. Ved at identificer deres ritualer, kan efterforskerne spore de enkle mord, til en bestemt morder.